# Marchegger Ostbahn
| Haltestelle Untersiebenbrunn |                                                                                   |                                                   |                                                   |
| |                                                                                   |                                                   |                                                   |
| Streckennummer (ÖBB): | 117 01                                                                            |                                                   |                                                   |
| Kursbuchstrecke (ÖBB): | 910                                                                               |                                                   |                                                   |
| Kursbuchstrecke (ZSSK): | 100                                                                               |                                                   |                                                   |
| Streckenlänge: | 54 km                                                                             |                                                   |                                                   |
| Spurweite: | 1435 mm (Normalspur)                                                              |                                                   |                                                   |
| Stromsystem: | Wien Stadlau–Marchegg: 15 kV 16,7 Hz Devínska Nová Ves–Bratislava: 25 kV, 50 Hz ~ |                                                   |                                                   |
| Maximale Neigung: | 3 ‰                                                                               |                                                   |                                                   |
| Minimaler Radius: | 360 m                                                                             |                                                   |                                                   |
| Streckengeschwindigkeit: | 160 km/h                                                                          |                                                   |                                                   |
| Zugbeeinflussung: | PZB                                                                               |                                                   |                                                   |
| Zweigleisigkeit: | Wien–Marchegg Devínska Nová Ves–Bratislava hl.st.                                 |                                                   |                                                   |
| |                                                                                   |                                                   |                                                   |
| \| \| \| Laaer Ostbahn von Wien Hauptbahnhof \| \| \| \| 0,000 \| Wien Stadlau Frachtenbahnhof \| Wien Stadlau Frachtenbahnhof \| \| \| 0,725 \| Wien Erzherzog-Karl-Straße \| 161 m ü. A. \| \| \| \| Laaer Ostbahn nach Laa an der Thaya \| \| \| \| 1,872 \| Wien Hirschstetten \| 161 m ü. A. \| \| \| 2,236 \| Anschlussbahn (Awanst) DZH (neu) \| Anschlussbahn (Awanst) DZH (neu) \| \| \| 2,803 \| Anschlussbahn (Awanst) DZH (alt) \| Anschlussbahn (Awanst) DZH (alt) \| \| \| 3,100 \| Wien Hausfeldstraße (bis 30. September 2018) \| 160 m ü. A. \| \| \| 3,259 \| Ende ETCS L2 \| Ende ETCS L2 \| \| \| 4,467 \| Wien Aspern Nord (seit 1. Oktober 2018) \| 159 m ü. A. \| \| \| 4,887 \| Anschlussbahn (Awanst) Opel Austria \| Anschlussbahn (Awanst) Opel Austria \| \| \| \| von Breitenlee Verschiebebahnhof \| \| \| \| \| von Flugfeld Aspern \| \| \| \| \| Breitenlee Südabzweigung \| \| \| \| \| von Breitenlee Verschiebebahnhof \| \| \| \| 7,050 \| HOA/FOA/SOA-Anlage \| HOA/FOA/SOA-Anlage \| \| \| 8,258 \| Landesgrenze Wien / Niederösterreich \| Landesgrenze Wien / Niederösterreich \| \| \| 10,326 \| Raasdorf \| 156 m ü. A. \| \| \| 10,362 \| Anschlussbahn (Awanst) Lagerhaus Raasdorf \| Anschlussbahn (Awanst) Lagerhaus Raasdorf \| \| \| 14,241 \| Anschlussbahn (Awanst) Ladeplatz Glinzendorf \| Anschlussbahn (Awanst) Ladeplatz Glinzendorf \| \| \| 14,604 \| Glinzendorf \| 153 m ü. A. \| \| \| 18,012 \| Rußbach \| Rußbach \| \| \| 18,455 \| von Engelhartstetten \| von Engelhartstetten \| \| \| 19,487 \| Siebenbrunn-Leopoldsdorf \| 152 m ü. A. \| \| \| 19,569 \| Anschlussbahn (Awanst) Lagerhaus Obersiebenbrunn \| Anschlussbahn (Awanst) Lagerhaus Obersiebenbrunn \| \| \| 19,597 \| Anschluss Zuckerfabrik Agrana \| Anschluss Zuckerfabrik Agrana \| \| \| 22,387 \| Anschlussbahn (Awanst) Lagerhaus Untersiebenbrunn \| Anschlussbahn (Awanst) Lagerhaus Untersiebenbrunn \| \| \| 22,676 \| Untersiebenbrunn \| 150 m ü. A. \| \| \| 23,587 \| Stempfelbach \| Stempfelbach \| \| \| 26,731 \| Anschlussbahn (Awanst) Kieswerk \| Anschlussbahn (Awanst) Kieswerk \| \| \| 27,120 \| Schönfeld-Lassee \| 155 m ü. A. \| \| \| 27,625 \| Rübenladegleis Schönfeld-Lassee \| Rübenladegleis Schönfeld-Lassee \| \| \| 30,760 \| HOA/FOA/SOA-Anlage \| HOA/FOA/SOA-Anlage \| \| \| 32,453 \| Breitensee NÖ \| 149 m ü. A. \| \| \| \| Marchfeldbahn von Gänserndorf \| \| \| \| 35,527 \| Anschlussbahn (Awanst) Lagerhaus Marchegg \| Anschlussbahn (Awanst) Lagerhaus Marchegg \| \| \| 35,606 \| Marchegg \| 149 m ü. A. \| \| \| 37,910 \| Marchviadukt (Staatsgrenze Österreich-Slowakei) \| Marchviadukt (Staatsgrenze Österreich-Slowakei) \| \| \| \| (geplante Systemtrennstelle 15 kV / 25 kV) \| \| \| \| \| von Skalica/Břeclav \| \| \| \| 41,530 \| Devínska Nová Ves \| 161 m n.m. \| \| \| \| Potok Mláka \| \| \| \| \| Devínska Nová Ves zastávka \| \| \| \| 49,210 \| Bratislava-Lamač \| 207 m n.m. \| \| \| 51,179 \| Železná studienka \| 197 m n.m. \| \| \| 53,098 \| Tunnel Lamač \| Tunnel Lamač \| \| \| 54,364 \| Bratislava hl.st. \| 180 m n.m. \| \| \| \| nach Žilina, nach Budapest und nach Hegyeshalom \| \| \| zweigleisige Strecke in Betrieb \| \| \| \| \| zweigleisige Strecke in Bau \| \| \| \| |                                                                                   |                                                   |                                                   |
| Strecke |                                                                                   | Laaer Ostbahn von Wien Hauptbahnhof               | Laaer Ostbahn von Wien Hauptbahnhof               |
| | 0,000                                                                             | Wien Stadlau Frachtenbahnhof                      | Wien Stadlau Frachtenbahnhof                      |
| Haltepunkt / Haltestelle | 0,725                                                                             | Wien Erzherzog-Karl-Straße                        | 161 m ü. A.                                       |
| |                                                                                   | Laaer Ostbahn nach Laa an der Thaya               |                                                   |
| Haltepunkt / Haltestelle | 1,872                                                                             | Wien Hirschstetten                                | 161 m ü. A.                                       |
| Abzweig geradeaus und nach rechts | 2,236                                                                             | Anschlussbahn (Awanst) DZH (neu)                  | Anschlussbahn (Awanst) DZH (neu)                  |
| Abzweig geradeaus und ehemals von rechts | 2,803                                                                             | Anschlussbahn (Awanst) DZH (alt)                  | Anschlussbahn (Awanst) DZH (alt)                  |
| ehemaliger Haltepunkt / Haltestelle | 3,100                                                                             | Wien Hausfeldstraße (bis 30. September 2018)      | 160 m ü. A.                                       |
| Grenze | 3,259                                                                             | Ende ETCS L2                                      | Ende ETCS L2                                      |
| Bahnhof | 4,467                                                                             | Wien Aspern Nord (seit 1. Oktober 2018)           | 159 m ü. A.                                       |
| Abzweig geradeaus und ehemals nach rechts | 4,887                                                                             | Anschlussbahn (Awanst) Opel Austria               | Anschlussbahn (Awanst) Opel Austria               |
| Abzweig geradeaus und ehemals nach links |                                                                                   | von Breitenlee Verschiebebahnhof                  | von Breitenlee Verschiebebahnhof                  |
| Abzweig geradeaus und ehemals von rechts |                                                                                   | von Flugfeld Aspern                               | von Flugfeld Aspern                               |
| ehemaliger Haltepunkt / Haltestelle |                                                                                   | Breitenlee Südabzweigung                          | Breitenlee Südabzweigung                          |
| Abzweig geradeaus und ehemals von links |                                                                                   | von Breitenlee Verschiebebahnhof                  | von Breitenlee Verschiebebahnhof                  |
| Kilometer-Wechsel | 7,050                                                                             | HOA/FOA/SOA-Anlage                                | HOA/FOA/SOA-Anlage                                |
| Grenze | 8,258                                                                             | Landesgrenze Wien / Niederösterreich              | Landesgrenze Wien / Niederösterreich              |
| Bahnhof | 10,326                                                                            | Raasdorf                                          | 156 m ü. A.                                       |
| Abzweig geradeaus und von rechts | 10,362                                                                            | Anschlussbahn (Awanst) Lagerhaus Raasdorf         | Anschlussbahn (Awanst) Lagerhaus Raasdorf         |
| Abzweig geradeaus und ehemals nach links | 14,241                                                                            | Anschlussbahn (Awanst) Ladeplatz Glinzendorf      | Anschlussbahn (Awanst) Ladeplatz Glinzendorf      |
| Haltepunkt / Haltestelle | 14,604                                                                            | Glinzendorf                                       | 153 m ü. A.                                       |
| Brücke über Wasserlauf | 18,012                                                                            | Rußbach                                           | Rußbach                                           |
| Abzweig geradeaus und ehemals von rechts | 18,455                                                                            | von Engelhartstetten                              | von Engelhartstetten                              |
| Bahnhof | 19,487                                                                            | Siebenbrunn-Leopoldsdorf                          | 152 m ü. A.                                       |
| Abzweig geradeaus und von rechts | 19,569                                                                            | Anschlussbahn (Awanst) Lagerhaus Obersiebenbrunn  | Anschlussbahn (Awanst) Lagerhaus Obersiebenbrunn  |
| Abzweig geradeaus und von rechts | 19,597                                                                            | Anschluss Zuckerfabrik Agrana                     | Anschluss Zuckerfabrik Agrana                     |
| Abzweig geradeaus und nach links | 22,387                                                                            | Anschlussbahn (Awanst) Lagerhaus Untersiebenbrunn | Anschlussbahn (Awanst) Lagerhaus Untersiebenbrunn |
| Haltepunkt / Haltestelle | 22,676                                                                            | Untersiebenbrunn                                  | 150 m ü. A.                                       |
| Brücke über Wasserlauf | 23,587                                                                            | Stempfelbach                                      | Stempfelbach                                      |
| Abzweig geradeaus und nach rechts | 26,731                                                                            | Anschlussbahn (Awanst) Kieswerk                   | Anschlussbahn (Awanst) Kieswerk                   |
| Bahnhof | 27,120                                                                            | Schönfeld-Lassee                                  | 155 m ü. A.                                       |
| Abzweig geradeaus und ehemals nach rechts | 27,625                                                                            | Rübenladegleis Schönfeld-Lassee                   | Rübenladegleis Schönfeld-Lassee                   |
| Kilometer-Wechsel | 30,760                                                                            | HOA/FOA/SOA-Anlage                                | HOA/FOA/SOA-Anlage                                |
| Haltepunkt / Haltestelle | 32,453                                                                            | Breitensee NÖ                                     | 149 m ü. A.                                       |
| Abzweig geradeaus und von links |                                                                                   | Marchfeldbahn von Gänserndorf                     | Marchfeldbahn von Gänserndorf                     |
| Abzweig geradeaus und nach rechts | 35,527                                                                            | Anschlussbahn (Awanst) Lagerhaus Marchegg         | Anschlussbahn (Awanst) Lagerhaus Marchegg         |
| Bahnhof | 35,606                                                                            | Marchegg                                          | 149 m ü. A.                                       |
| Grenze auf Brücke über Wasserlauf | 37,910                                                                            | Marchviadukt (Staatsgrenze Österreich-Slowakei)   | Marchviadukt (Staatsgrenze Österreich-Slowakei)   |
| Strecke |                                                                                   | (geplante Systemtrennstelle 15 kV / 25 kV)        | (geplante Systemtrennstelle 15 kV / 25 kV)        |
| Abzweig geradeaus und von links |                                                                                   | von Skalica/Břeclav                               | von Skalica/Břeclav                               |
| Bahnhof | 41,530                                                                            | Devínska Nová Ves                                 | 161 m n.m.                                        |
| Brücke über Wasserlauf |                                                                                   | Potok Mláka                                       | Potok Mláka                                       |
| ehemaliger Haltepunkt / Haltestelle |                                                                                   | Devínska Nová Ves zastávka                        | Devínska Nová Ves zastávka                        |
| Haltepunkt / Haltestelle | 49,210                                                                            | Bratislava-Lamač                                  | 207 m n.m.                                        |
| Haltepunkt / Haltestelle | 51,179                                                                            | Železná studienka                                 | 197 m n.m.                                        |
| Tunnel | 53,098                                                                            | Tunnel Lamač                                      | Tunnel Lamač                                      |
| Bahnhof | 54,364                                                                            | Bratislava hl.st.                                 | 180 m n.m.                                        |
| Abzweig geradeaus und nach links |                                                                                   | nach Žilina, nach Budapest und nach Hegyeshalom   | nach Žilina, nach Budapest und nach Hegyeshalom   |
| zweigleisige Strecke in Betrieb |                                                                                   |                                                   |                                                   |
| zweigleisige Strecke in Bau |                                                                                   |                                                   |                                                   |

Koordinaten: 48° 13′ N, 16° 27′ O
Die Marchegger Ostbahn, auch Ostbahn (östliche Linie), ist eine Hauptbahn in Österreich und der Slowakei. Sie bildet eine Verbindung zwischen Wien und Bratislava hlavná stanica. Die Strecke wurde im österreichischen Abschnitt von 2016 bis 2024 zweigleisig ausgebaut und bis Ende 2022 elektrifiziert. Der Abschnitt von Marchegg Staatsgrenze bis Devínska Nová Ves wird bis Mitte 2025 erneuert und elektrifiziert, bleibt aber vorerst eingleisig. Die Fertigstellung der Arbeiten in der Slowakei, ursprünglich per Dezember 2024 geplant, ist für Oktober 2025 angekündigt.
In Wien wird die Strecke von der Schnellbahnlinie S80 genutzt und als Stadlauer Schnellbahn bezeichnet.
Historisch war die Marchegger Ostbahn jahrzehntelang Teil der Hauptverbindung Wien–Budapest; auch der Orient-Express befuhr die Strecke, die damals bereits zweigleisig war, aber später auf ein Gleis zurückgebaut wurde.

## Geschichte
Der erste Teil der Strecke von Marchegg nach Bratislava wurde bereits 1848 durch die Ungarische Zentralbahn als Teil der in Bau befindlichen Verbindung Wien–Budapest in Betrieb genommen. Der erste Zug von Wien nach Pressburg fuhr am 10. August und wurde von der Lokomotive Bihár gezogen. Dieser Zug fuhr von Wien über die Nordbahn und deren im Jahr 1847 eröffnete Flügelbahn Gänserndorf-Marchegg. Nach dem Konkurs der Ungarischen Zentralbahn wurde die Strecke von der k.k. Südöstlichen Staatsbahn betrieben, die 1850 die durchgehende Strecke bis Budapest fertigstellte. Bei einer Durchschnittsgeschwindigkeit von 63 km/h dauerte die Fahrt Wien–Budapest 6 Stunden und 10 Minuten. Am 1. Jänner 1855 wurde die SöStB privatisiert, die Strecke Marchegg-Preßburg wurde ein Teil der Staatseisenbahn-Gesellschaft. Am 1. Dezember 1866 erhielt die Staatseisenbahn-Gesellschaft die Konzession zum Bau der Bahnstrecke vom Wiener Ostbahnhof über Stadlau nach Marchegg. Eine Klage der Kaiser Ferdinands-Nordbahn wegen Verletzung ihrer Privilegien wurde im September 1867 abgewiesen. Am 24. November 1870 wurde die Bahn eröffnet. Wegen des starken Verkehrs wurde die Strecke im Jahr 1884 zweigleisig ausgebaut. 1909 wurde die private Staatseisenbahn-Gesellschaft verstaatlicht. Mit dem Zerfall der Donaumonarchie nach dem 1. Weltkrieg, nahm der Verkehr auf der Strecke ab. Von 1955 bis 1989 durchfuhr die Strecke auf der Marchbrücke den Eisernen Vorhang.
Für den innerstädtischen Nahverkehr in Wien wurde nach dem Einsturz der Reichsbrücke im Jahr 1976 als Notmaßnahme der Schnellbahnverkehr bis zur Haltestelle Erzherzog-Karl-Straße eingeführt. Diese Maßnahme bewährte sich, 1980 wurde die Schnellbahn bis Hirschstetten-Aspern und 1987 zur Haltestelle Hausfeldstraße verlängert.
Mit dem Fahrplanwechsel am 9. Dezember 2012 und der damit verbundenen Teileröffnung des Wiener Hauptbahnhofes verkehren die Züge der Marchegger Ostbahn nun ab bzw. bis Wien Hauptbahnhof.
War zwischen 2004 und 2013 als Hauptverbindung Wien – Bratislava der Verlauf Wien Hauptbahnhof – Flughafen Wien – Götzendorfer Spange – Parndorf – Kittsee – Bratislava-Petržalka als Teil des vorrangigen TEN-Vorhabens 17 vorgesehen, hat es sich im Zuge des TEN-T Policy Reviews 2009–2013 herausgestellt, dass dieser Verlauf nicht der TEN-Planungsmethode entsprach. Deshalb wurde 2013 für den hochrangigen Personenverkehr Wien – Bratislava die Marchegger Ostbahn als Direktverbindung der Hauptbahnhöfe in Wien und Bratislava ins TEN-Kernnetz und in den Kernnetzkorridor Ostsee – Adria aufgenommen. Für den Güterverkehr wurde im TEN-Kernnetz der Verlauf über Gramatneusiedl, Parndorf und Kittsee festgelegt.

### Ehemalige Zweigbahnen
Vom Bahnhof Siebenbrunn-Leopoldsdorf ausgehend hatte die Marchegger Ostbahn eine Zweigbahn mit zwei Ästen. 1909 wurden die Strecken der Niederösterreichischen Landesbahnen nach Engelhartstetten und, von dieser abzweigend, von Breitstetten nach Orth an der Donau eröffnet. 1922 übernahmen die Österreichischen Bundesbahnen den Betrieb. 1937 wurde der Personenverkehr auf der Strecke Breitstetten–Orth eingestellt. Die Strecke Siebenbrunn-Leopoldsdorf–Engelhartstetten wurde noch bis 2003 planmäßig von Personenzügen befahren. Im Dezember 2013 wurden die Gleisanlagen schließlich abgetragen nachdem die Strecken an das Land Niederösterreich übergeben worden waren.
Zwischen 1916/1917 und 1926 gab es eine Verbindungsstrecke zum Verschiebebahnhof Breitenlee mit zwei noch heute sichtbaren Anschlüssen in Höhe Cassinonestraße. Zwischen den beiden Anschlüssen befand sich die Haltestelle Breitenlee Südabzweigung von wo aus eine kurze Flügelbahn zum Flugfeld Aspern führte. Sie wurde bei Großveranstaltungen für den Personenverkehr genutzt.

## Ausbau (2016 bis 2025)

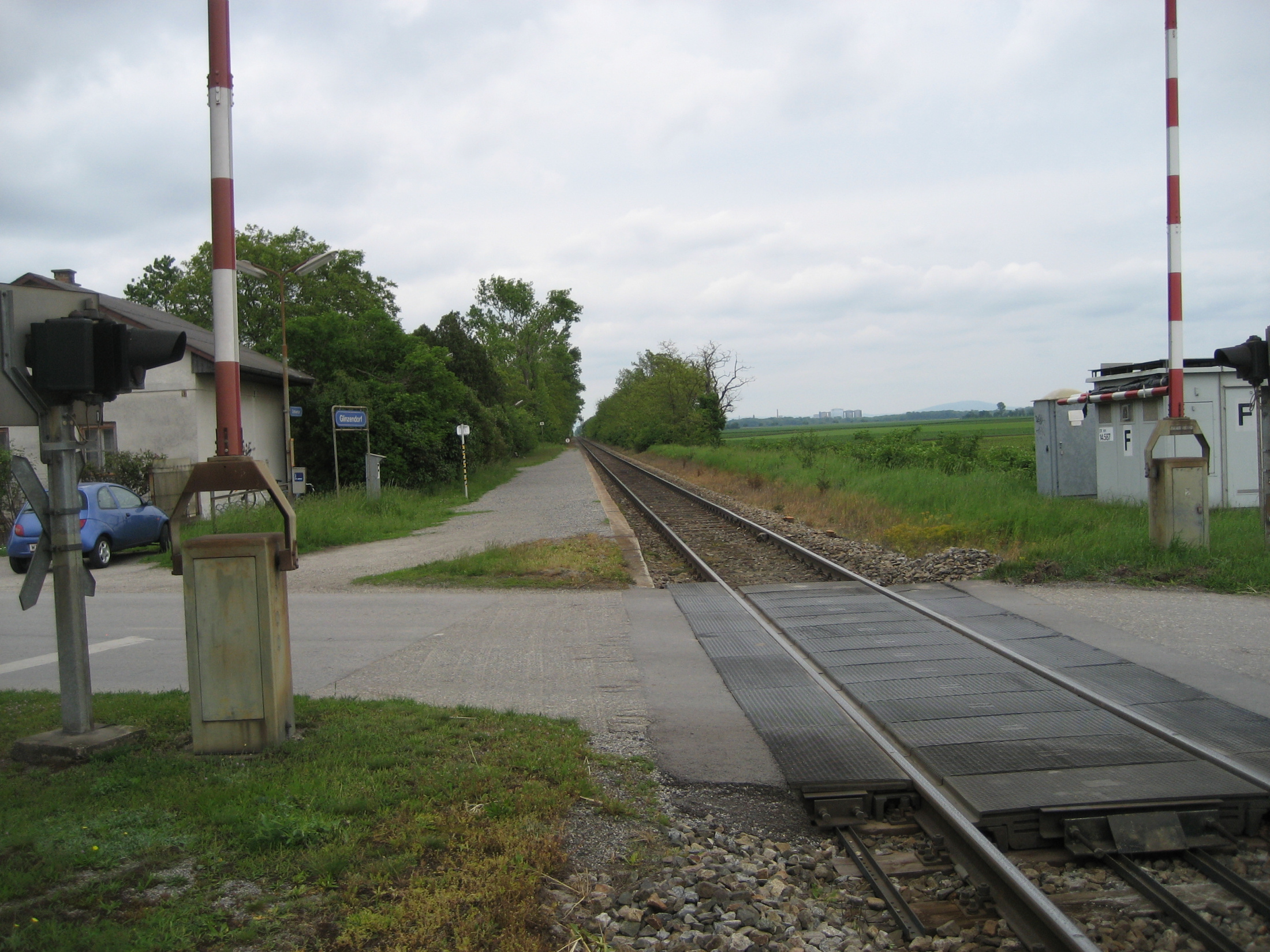
Haltestelle Glinzendorf vor …

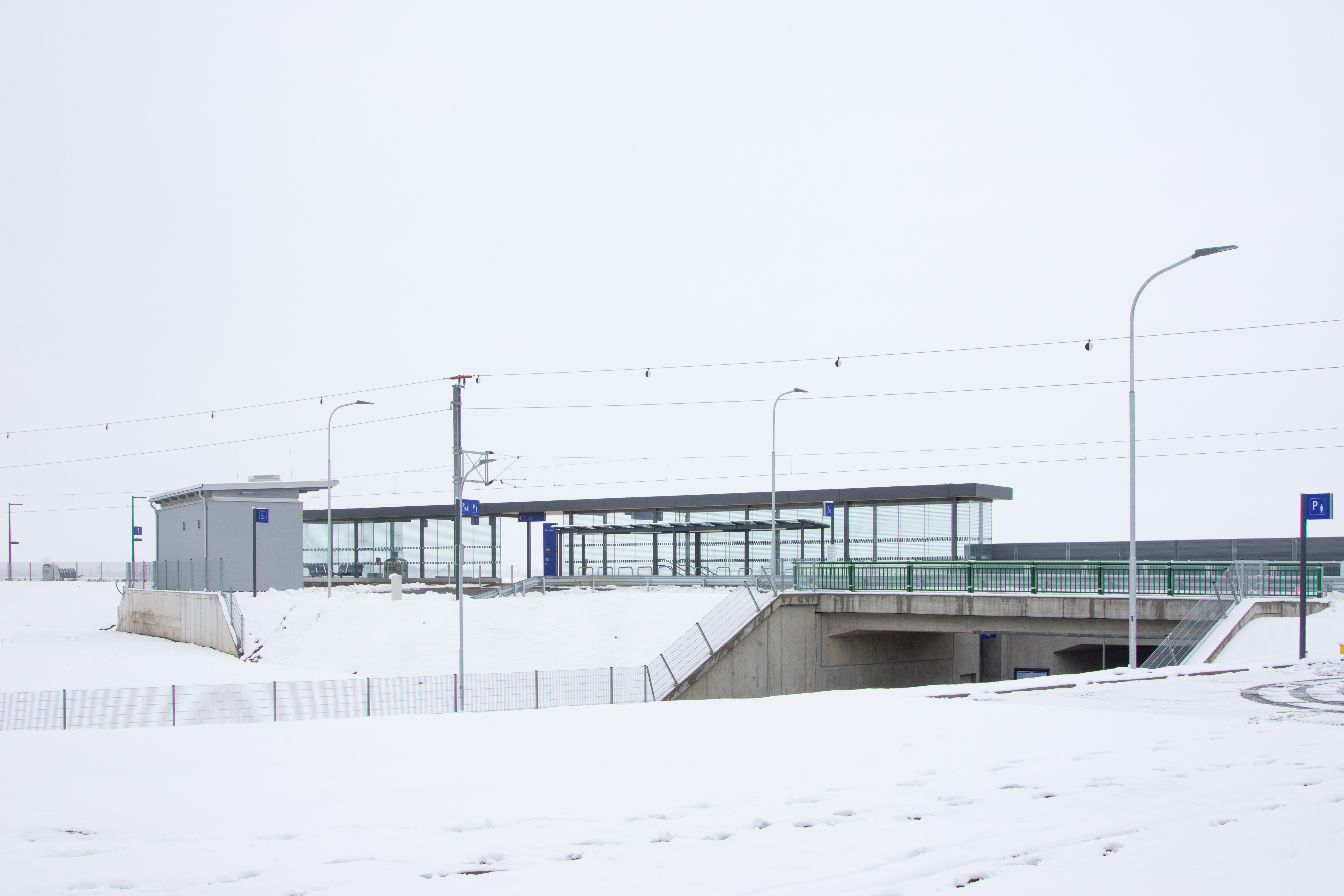
… und nach dem Ausbau der Marchegger Ostbahn in den Jahren 2016 bis 2025

Die Bahn soll nach der Erklärung zur Hochleistungsstrecke zweigleisig ausgebaut und elektrifiziert werden. Außerdem soll dann großteils eine Höchstgeschwindigkeit von 200 km/h für Fernverkehrszüge möglich sein, weshalb im entsprechenden niederösterreichischen Abschnitt alle Eisenbahnkreuzungen beseitigt werden mussten. In Wien gibt es weiterhin zwei Eisenbahnkreuzungen (Telephonweg und Schafflerhofstraße). Seit August 2014 liegt der Genehmigungsbescheid vor. Die Elektrifizierung zwischen Marchegg und der Staatsgrenze ist im Rahmenplan der ÖBB-Infrastruktur AG 2014–2019 ab 2019 geplant.
Am 28. September 2016 erfolgte unter Beisein des österreichischen Infrastrukturministers Jörg Leichtfried, des slowakischen Infrastrukturministers Viktor Stromček, Wiens Stadträtin Renate Brauner, Niederösterreichs Landesrat Karl Wilfing und ÖBB-Chef Andreas Matthä der Spatenstich zum Ausbau der Strecke Stadlau – Marchegg – Staatsgrenze. In Österreich erfolgte, vorerst selektiv, der zweigleisige Ausbau, in der Slowakei verbleibt die Strecke eingleisig. Dazu wurde der Abschnitt auf Wiener Gemeindegebiet, der Abschnitt Siebenbrunn-Leopoldsdorf – Schönfeld-Lassee und der Abschnitt von Marchegg bis zum Marchviadukt zweigleisig ausgebaut. Der weitere zweigleisige Ausbau in Österreich und in der Slowakei sollte zunächst in einer zweiten Ausbauphase bedarfsgerecht bei entsprechender Entwicklung der Verkehrsnachfrage erfolgen. Er ist im Rahmenplan 2021–2026 der ÖBB enthalten und sollte bis zum Jahr 2025 abgeschlossen sein. Bis Ende 2022 erfolgte die Elektrifizierung von Stadlau bis Marchegg. Seit Juli 2024 ist die Strecke von Wien Aspern Nord bis Marchegg durchgängig zweigleisig ausgebaut und elektrifiziert. Das letzte Teilstück wurde im Zuge der Errichtung zweier neuer Wendegleise in Aspern Nord fertiggestellt und in Betrieb genommen. Elektrifizierung und Inbetriebnahme im Abschnitt Marchegg Staatsgrenze bis Devínska Nová Ves soll bis Mitte 2025 erfolgen. Mit fertiggestelltem Ausbau soll sich die Fahrzeit zwischen Wien Hbf und Bratislava hl.st. auf 40 Minuten verkürzen. 
Die Bauarbeiten begannen 2017 im Wiener Stadtgebiet, wo bis zum Fahrplanwechsel im Dezember 2018 die Strecke zwischen der S-Bahn-Station Wien Erzherzog-Karl-Straße und dem Umsteigeknoten Wien Aspern Nord (U2, S80) zweigleisig ausgebaut und zwischen Wien Hausfeldstraße und Wien Aspern Nord elektrifiziert wurde. Am 30. November 2018 wurde das Wiener Teilstück feierlich eröffnet. Ende März 2020 wurde der Umbau des Bahnhofs Raasdorf abgeschlossen.
In den Jahren 2020/2021/2022 wurden, vor allem während der Streckensperren in den Sommermonaten, umfangreiche Arbeiten an Gleis-, Oberleitungs- und Sicherungsanlagen durchgeführt, sowie 4 Bahnhöfe und 5 Haltestellen barrierefrei umgebaut und modernisiert. Im Zeitraum von Juli 2021 bis September 2022 wurde der Bahnhof Schönfeld-Lassee als letzte der 9 Betriebsstellen der Marchegger Ostbahn einem großflächigen Umbau unterzogen. Seit Juni 2022 wurde in Österreich der Endausbau zur durchgehend zweigleisigen Strecke vollzogen und konnte bis Juli 2024 abgeschlossen werden. Per 16. Oktober 2022 wurde die 15-kV-Oberleitung zwischen Wien Aspern Nord und der Abzweigung zur Marchfeldbahn am Bahnhof Marchegg aktiviert.
Nach der erfolgten Fertigstellung der Elektrifizierung der Strecke von Wien bis Marchegg waren für das Fahrplanjahr 2023 keine Änderungen im Regionalverkehr vorgesehen. Die stündlichen REX8-Züge nach Bratislava und der zweistündliche R81 nach Marchegg mit den werktäglichen Verdichtern zum Stundentakt am Morgen und am Nachmittag sollen weiterhin wie vor der Elektrifizierung verkehren.
Seit dem Fahrplanwechsel im Dezember 2022 ersetzen Elektro-Triebwagen der ÖBB Reihe 4746 die Diesel-Triebwagen der Reihe 5047 auf der Linie R81 nach Marchegg. Alle Zugverbindungen von Marchegg via Devínska Nová Ves nach Bratislava wurden von März 2024 bis mindestens Oktober 2025 baustellenbedingt eingestellt. Ein SEV mit Bussen wurde zwischen Marchegg und Bratislava eingerichtet.
Für den Fahrplan ab der Fertigstellung der durchgehenden Elektrifizierung planen die ÖBB neun Fernverkehrsverbindungen je Richtung zwischen Wien und Bratislava einzurichten.

## Streckenverlauf
Sie zweigt nach dem Bahnhof Wien Stadlau von der von Wien Hauptbahnhof kommenden Laaer Ostbahn ab und führt durch das Marchfeld nach Marchegg, wo sie mit der Lokalbahn Gänserndorf–Marchegg zusammentrifft. Der Marchegger Ast verläuft wie mit dem Lineal gezogen schnurgerade durch das Marchfeld und weist den längsten völlig geraden Schienenweg (etwa 30 km Länge) Österreichs auf. An der Bahnlinie liegen viele Getreidespeicher und Ladeplätze für Feldfrüchte. Im Bahnhof Siebenbrunn-Leopoldsdorf mündet die Anschlussbahn zur Zuckerfabrik der Firma AGRANA.
Von Wien Stadlau bis Wien Aspern Nord ist die Strecke zweigleisig ausgebaut. Mit 10. Jänner 2012 wurde die Strecke zur Hochleistungsstrecke erklärt. Im Dezember 2022 wurde die Elektrifizierung der Strecke bis Marchegg abgeschlossen.
Nach dem Grenzbahnhof Marchegg überquert die Bahn die March, welche die Grenze zur Slowakei bildet und gelangt auf eine Niederterrasse des weiten Marchtales. Im Bahnhof Devínska Nová Ves (Theben Neudorf) mündet die zweigleisige elektrifizierte Bahnstrecke Devínska Nová Ves–Skalica na Slovensku in die Marchegger Ostbahn, welche ab hier ebenfalls zweigleisig und elektrifiziert ist. Die Linie wendet sich am Nordfuß des Devínska Kobyla / Thebener Kogels streng ostwärts, um im kleinen Becken von Dúbravka (Bratislava) wieder südwärts und am Flankenfuß des Südzipfels der Kleinen Karpaten zum Hauptbahnhof Preßburg / Bratislava hl.st. zu gelangen.

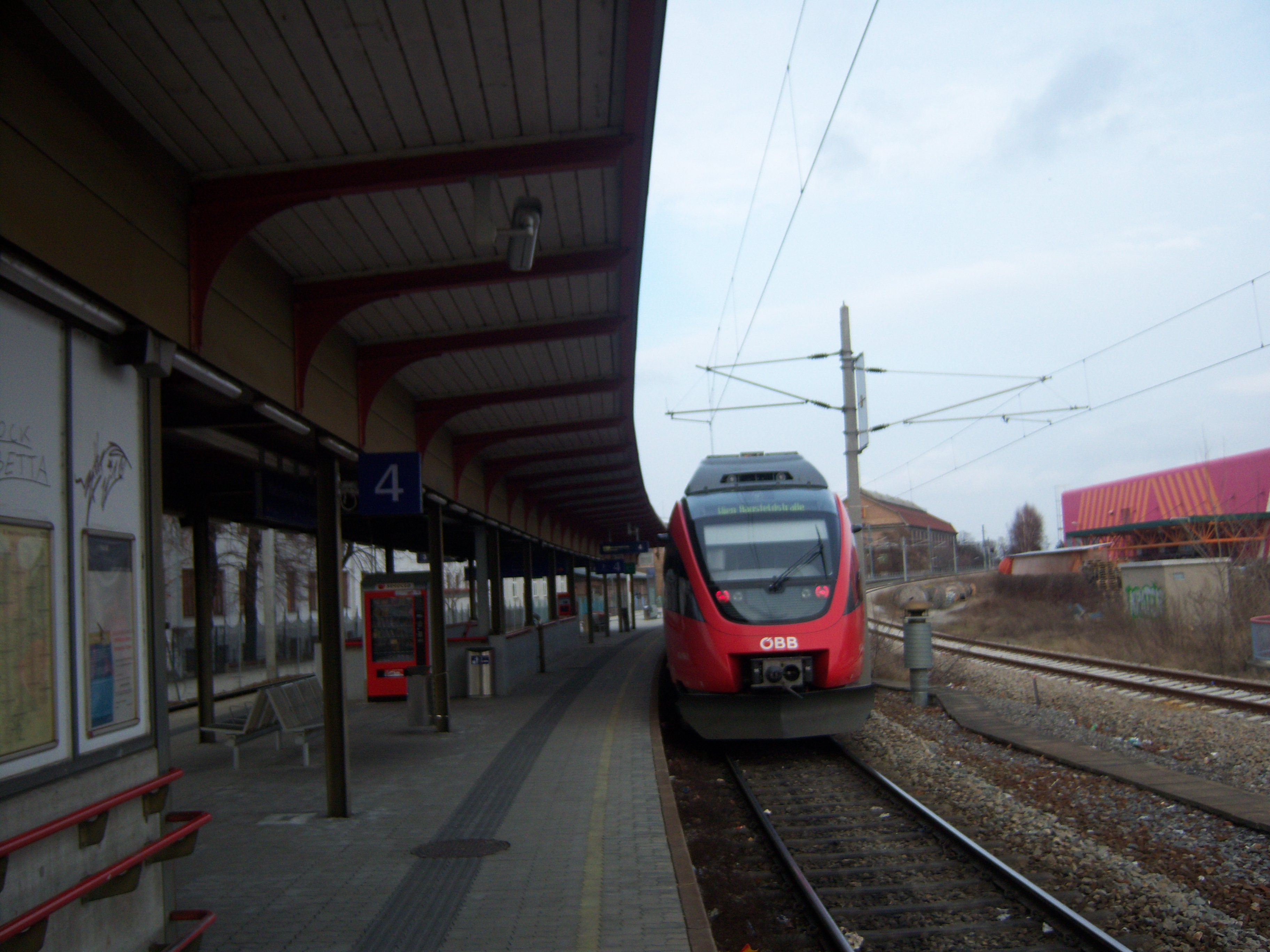
Bahnhof Wien Erzherzog-Karl-Straße (2009)
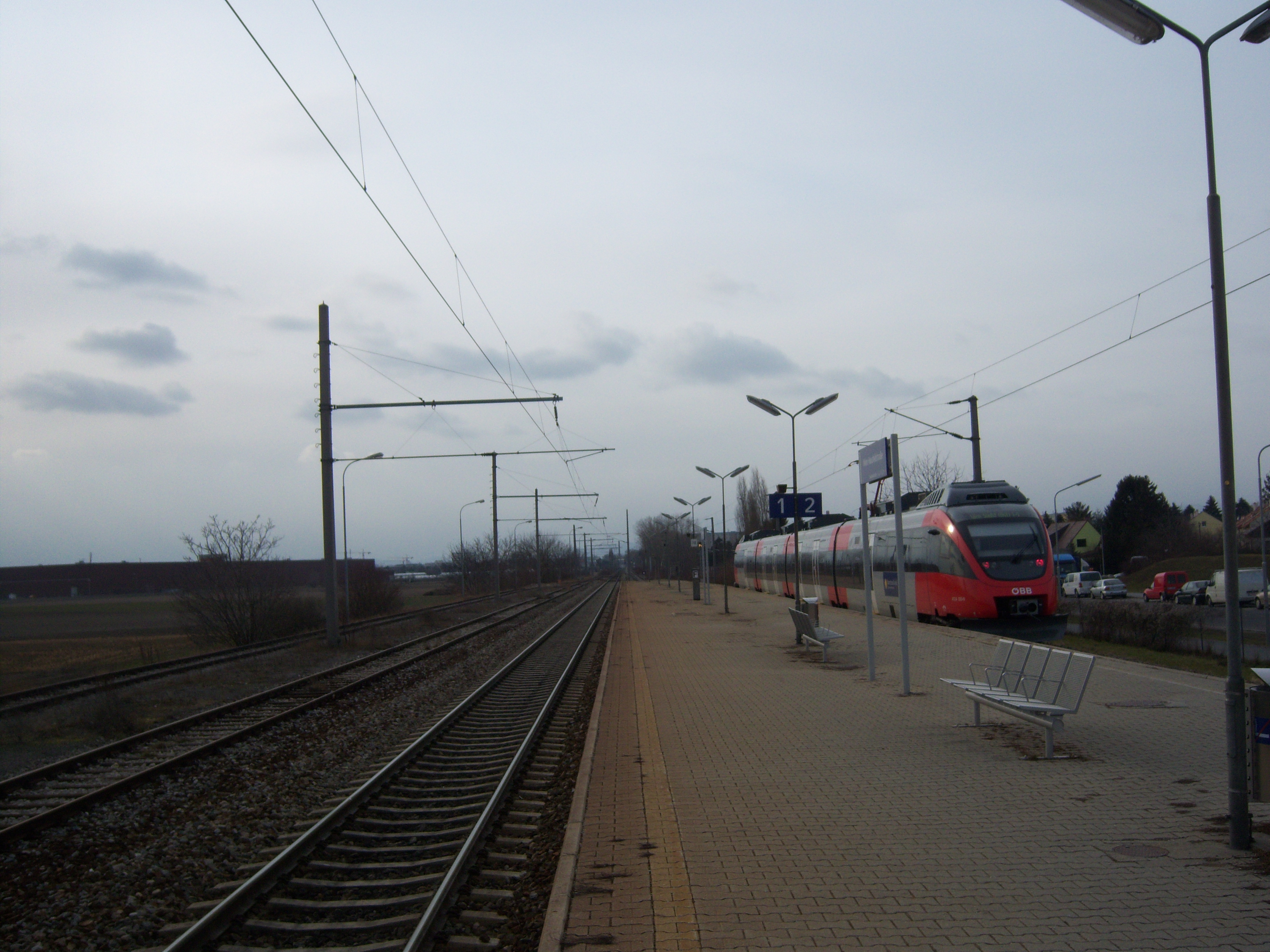
Ehemalige Haltestelle Wien Hausfeldstraße (2009)
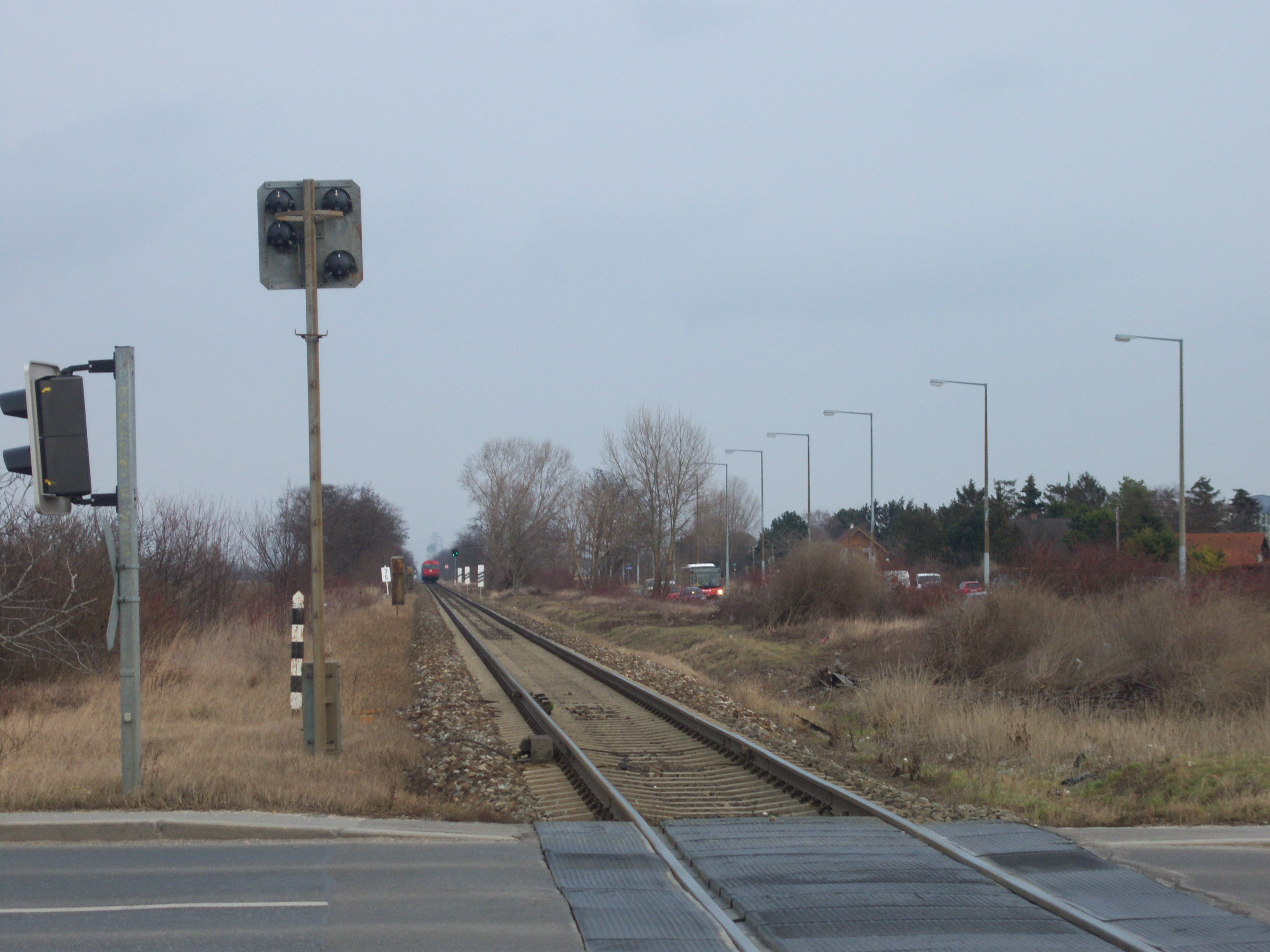
Ehemalige Eisenbahnkreuzung Hausfeldstraße (2009)
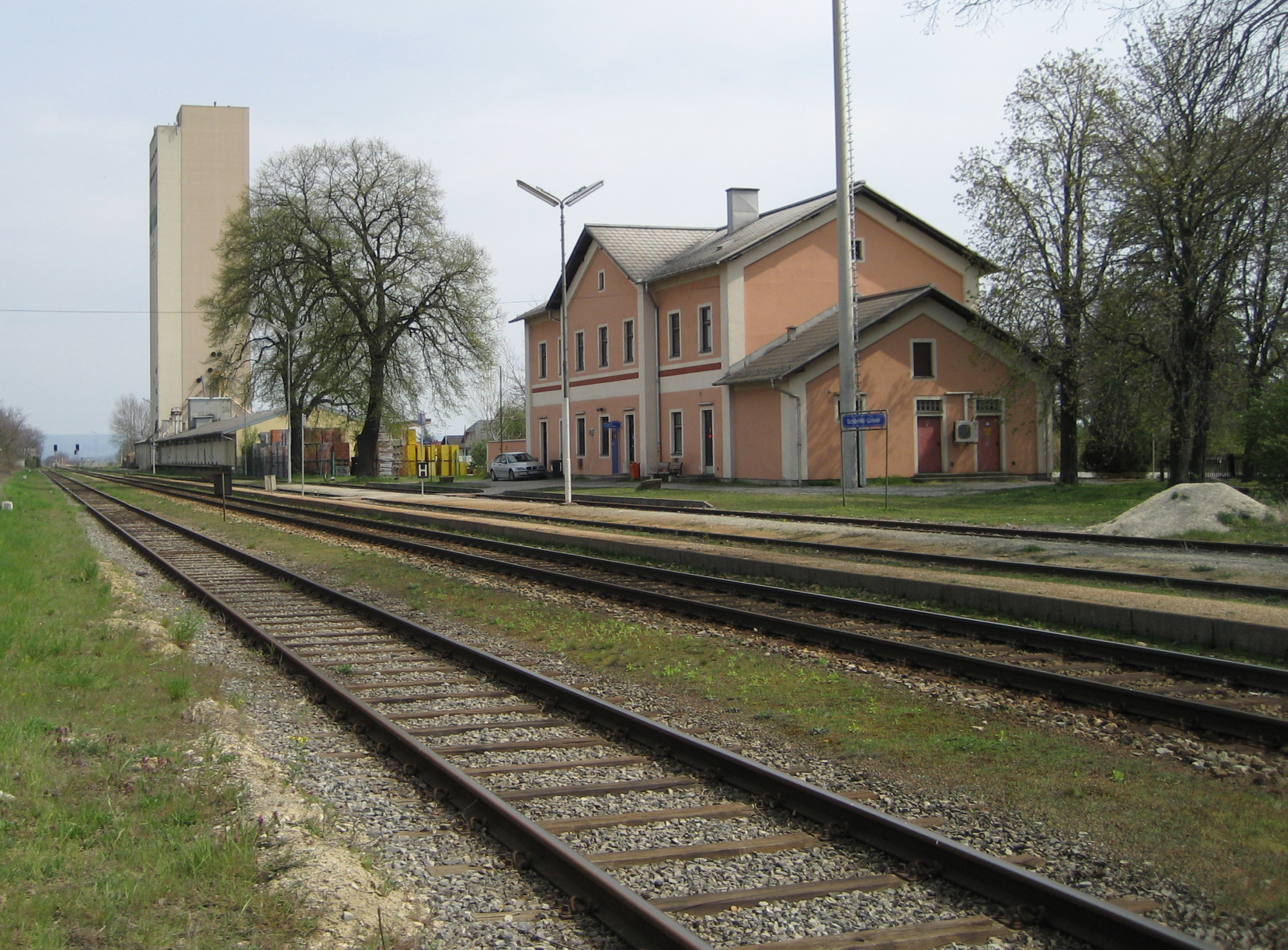
Bahnhof Schönfeld-Lassee [vor dem Umbau] (2007)
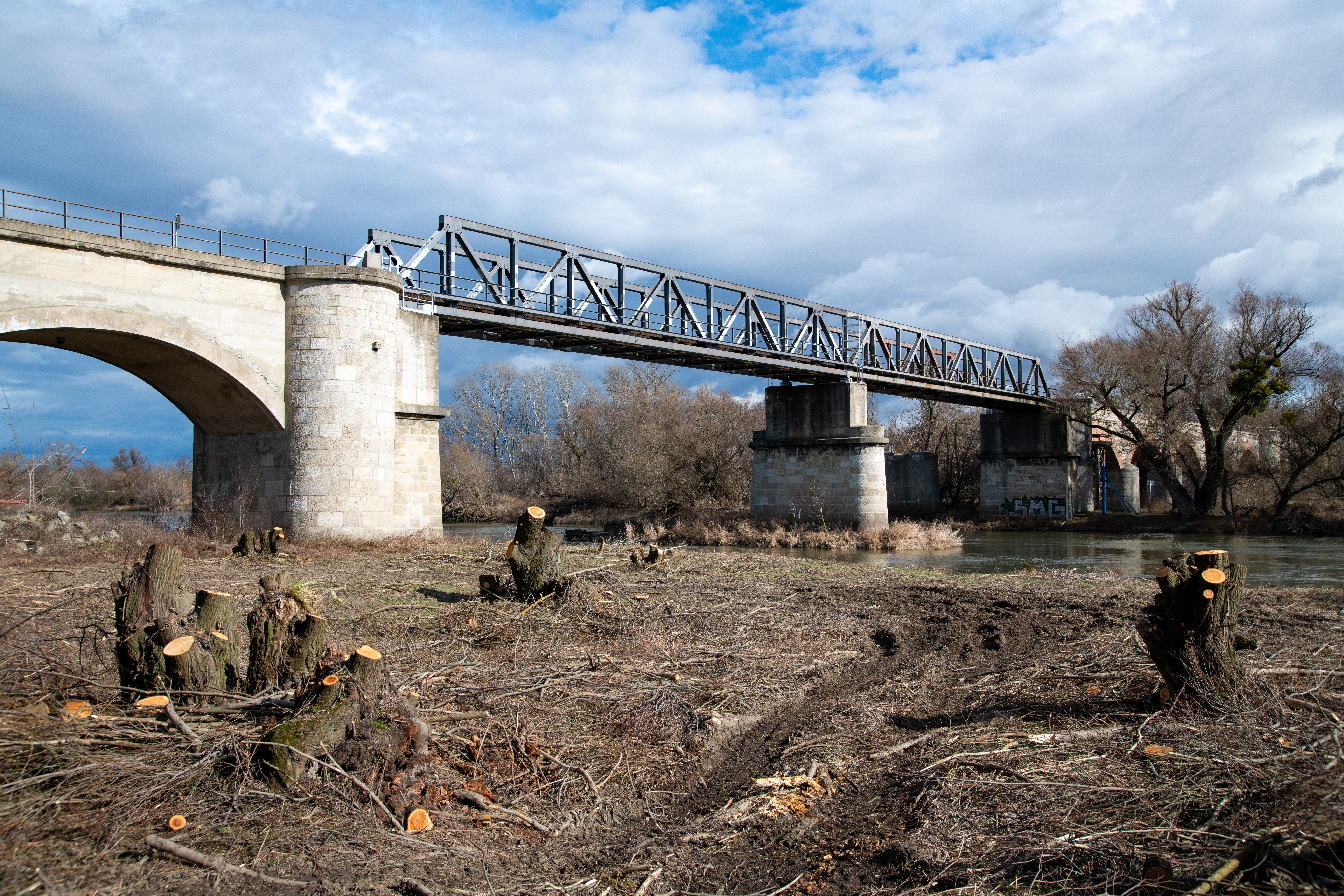
Marchbrücke (2023)